# Курченко, Андрей Алексеевич
Андрей Алексеевич Курченко — советский хозяйственный и государственный деятель, Герой Социалистического Труда.

## Биография
Родился в 1916 году в Муроме. Член КПСС.
С 1928 года — работник по найму, разнорабочий местного колхоза, председатель сельсовета и инструктор райисполкома.
Участник Великой Отечественной войны, офицер Анапского военно-конного завода Забайкальского военного округа
В 1947—1951 — председатель колхоза «За коммунизм» Минусинского района Красноярского края.
В 1951—1955 — заместитель председателя колхоза имени Фрунзе Минусинского района.
В 1955—1960 — секретарь парткома Аненского совхоза в Читинской области.
В 1960—1976 — бригадир комплексной бригады Минусинского овоще-молочного совхоза в селе Лугавское Минусинского района Красноярского края.
Указом Президиума Верховного Совета СССР от 1 июня 1949 года присвоено звание Героя Социалистического Труда с вручением ордена Ленина и золотой медали «Серп и Молот».
Делегат XXIII съезда КПСС.
Умер в 2013 году в селе Лугавском.

## Награды и звания
- Герой Социалистического Труда (01.06.1949)
- Орден Ленина (01.06.1949)
- Орден Отечественной войны II степени (12.06.1968, 06.04.1985)
- Орден Знак Почёта (30.04.1966)